# Sagginale
Sagginale è una frazione del comune italiano di Borgo San Lorenzo, nella città metropolitana di Firenze, in Toscana.

## Geografia fisica
Posto lungo il corso del fiume Sieve, l'abitato si situa ad est di Borgo San Lorenzo, lungo la via Sagginalese (SP41) sulla strada che lambendo Vicchio (attraversando la frazione Ponte a Vicchio) giunge fino a Dicomano.

## Monumenti e luoghi d'interesse
Nella chiesa della Sacra Famiglia e San Quirico sono conservati il busto in argento con la reliquia di San Cresci, realizzato dal Foggini nel XVIII secolo e la Madonna col Bambino e Angeli, che in origine si trovavano nella Pieve di San Cresci in Valcava. Poco lontano dal borgo si trova la Villa Votanidi.

## Curiosità
Il nome della frazione è anche tristemente legato all'incipit di uno dei casi di cronaca italiana più misteriosi e inquietanti, quello del cosiddetto Mostro di Firenze. Il 14 settembre 1974, lungo il corso del fiume Sieve, in uno spiazzo chiamato "Le Fontanelle", avvenne infatti il primo duplice omicidio ai danni di Stefania Pettini e Pasquale Gentilcore.